# Lavaur (Dordogne)
Lavaur település Franciaországban, Dordogne megyében. Lakosainak száma 81 fő (2022. január 1.). Lavaur Saint-Cernin-de-l’Herm, Sauveterre-la-Lémance, Loubejac, Mazeyrolles és Blanquefort-sur-Briolance községekkel határos.

## Népesség
A település népességének változása:
| Lakosok száma | 153  | 107  | 102  | 82   | 64   | 66   | 70   | 70   | 72   | 81   |
|               | 1968 | 1982 | 1990 | 2006 | 2013 | 2015 | 2017 | 2019 | 2020 | 2022 |